# Charles Concordia
Charles Concordia (Schenectady, 20 juni 1908 – Venice (Florida), 25 december 2003) was een Amerikaans elektrotechnicus op het gebied van de energietechniek en een pionier van computerhardware.

## Biografie
Condordia groeide op in Schenectady als zoon van een muziekleraar, die zijn zoon van jongs af aan leerde spelen op de piano, orgel en snaarinstrumenten. Als student excelleerde hij in de natuurkunde. Direct na zijn afstuderen kwam hij in dienst van de General Electric Company (GE), die in Schenectady zijn hoofdkwartier en belangrijkste onderzoekscentra had.
In zijn vroege engineeringwerkzaamheden hield hij zich bezig met televisie en het opsporen van barstjes in spoorstaven door magneetveldmetingen. In 1934 slaagde hij voor de driejarige interne bedrijfsopleiding "Advanced Engineering Program". Onmiddellijk daarna begon hijzelf voor deze opleiding te doceren om zo zijn opgedane kennis te delen met anderen.
Hij is vooral beroemd om zijn prestaties met betrekking tot de theorie van elektrische machines, en dan specifiek voor synchrone machines. Hij was deze eerste die het met het denkbeeld kwam dat de spanning-regelkarakteristiek van synchrone machines van invloed is op de stabiliteit van deze machines. Zijn boek uit 1951 hierover wordt nog steeds veel geciteerd.
Tijdens de Tweede Wereldoorlog werkte hij aan generatoren en turbines voor torpedobootjagers, onderzocht hij compressoren voor vliegtuigen en hielp hij mee bij de ontwikkeling van elektrische aandrijving voor schepen. In 1948 huwde hij Francis Butler. In 1971 verkreeg hij een doctoraat (D.Sc) van de Union College en later nog een ere-doctoraat van de Iowa State University.
Hij zou tot aan zijn pensionering in 1973 bij General Electric aanblijven. Maar ook daarna bleef hij actief als zelfstandig consulent voor klanten als Westinghouse Electric en energiemaatschappijen in Taiwan en Hong Kong.

## Erkenning
Concordia was lid van diverse (elektro)technische verenigingen, waaronder de IEEE, de ASME en de AAAS en was voorzitter van verscheidene wetenschappelijk sociëteiten. Onder de vele onderscheidingen die hem ten deel vielen door de IEEE en de AIEE waren de Lamme Medal (1961), de Centennial Medal (1984) en de Power-Life Award (1992). Daarnaast verkreeg hij in 1989 de Philp Sporn Award van de CIGRE en zowel de Coffin Award (1942) als de Steinmetz Award (1973) van General Electric.
In 1999 won hij, op 91-jarige leeftijd, de prestigieuze IEEE Medal of Honor "Voor zijn uitmuntende bijdragen op het gebied van energie systeemdynamica, wat resulteerde in substantiële verbeteringen in planning, werking en beveiliging van uitgebreide energiesystemen."

## Werken
- Steady State Stability of Synchronous Machines as Affected bij Voltage-Regulator Characteristics (1944)
- Synchronous Machines: Theory and Performance (1951)

- International Standard Name Identifier: 0000 0003 6736 8603
- Library of Congress Control Number: no2012090754
- Nationale Bibliotheek van Israël: 987007391894205171
- Système universitaire de documentation: 15058234X
- Virtual International Authority File: 230609103
- WorldCat: E39PBJxhgWgrWmR6YRqcGhy68C